# Sacciolepis myosuroides
Sacciolepis myosuroides là một loài thực vật có hoa trong họ Hòa thảo. Loài này được (R.Br.) A.Camus miêu tả khoa học đầu tiên năm 1922.